# Läckerli Huus

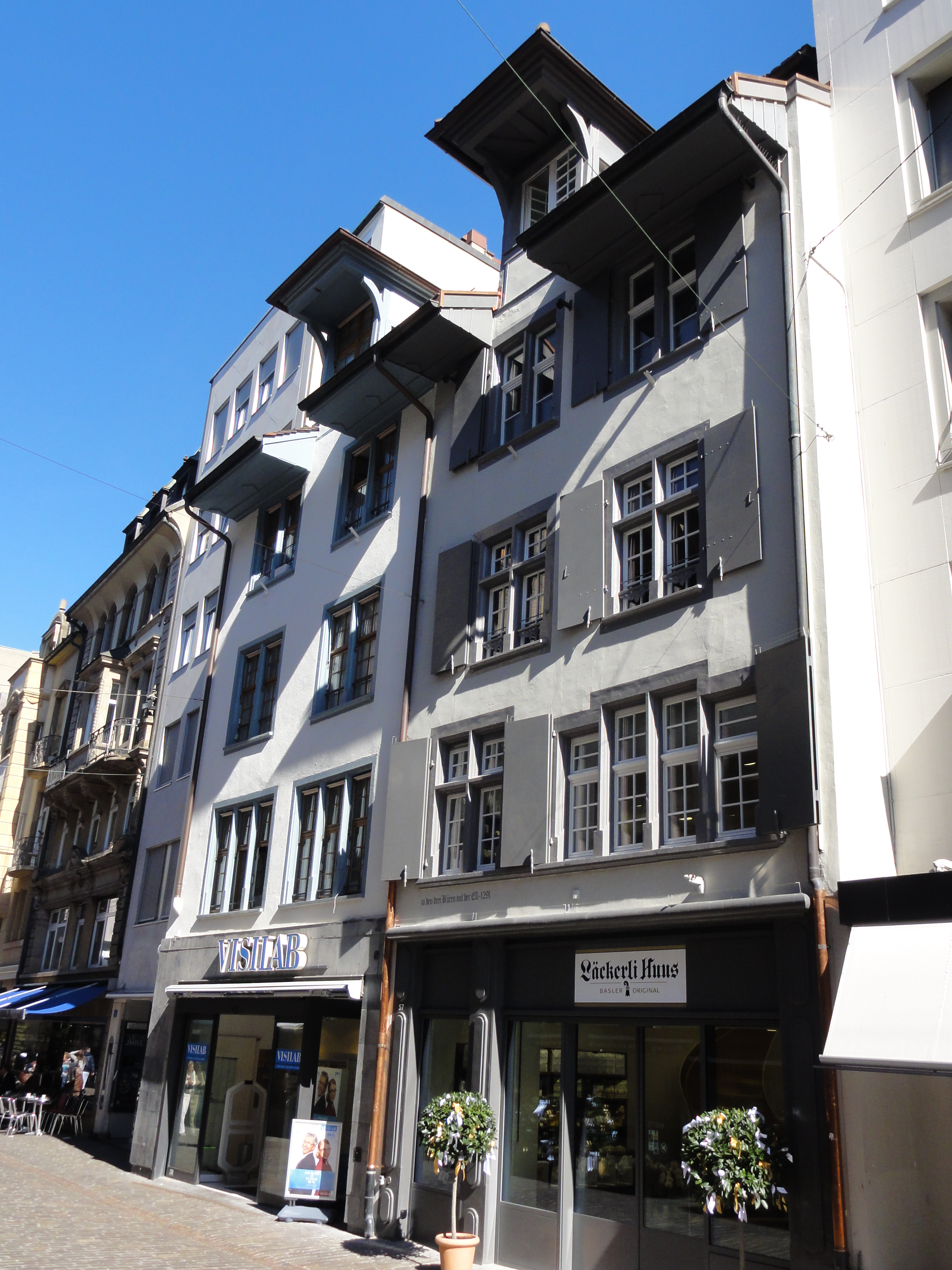
Boutique in Basel

Das Läckerli Huus ist ein Schweizer Süss- und Backwarenhersteller mit Sitz in Frenkendorf im Kanton Basel-Landschaft.

## Geschichte
1903 brach der junge Bäcker, Konditor und Confiseur André Klein auf, um in die Vereinigten Staaten auszuwandern. Als er in Basel eine Rast einlegte, machte ihn ein Zeitungsinserat auf Leopold Mosetter aufmerksam, der für seine Confiserie einen Associé suchte. Sie schlossen sich zusammen und gründeten ein Jahr später das Läckerli Huus.
Das Unternehmen spezialisierte sich auf die Herstellung der Basler Läckerli sowie einer Reihe weiterer Basler Köstlichkeiten. Später zog das Unternehmen aus Platzgründen von seinem Standort an der Breisacherstrasse im Kleinbasel ins nahegelegene Münchenstein, wo die ehemalige Baumwollspinnerei Sarasin & Heusler bezogen wurde. Im Januar 1945 zerstörte ein Brand das ganze Fabrikationsgebäude mit Bäckerei und Confiserie, was das Unternehmen in eine schwere Krise stürzte. Ein neuer Standort konnte ein Jahr später in unmittelbarer Nähe des zerstörten Fabrikationsgebäudes bezogen werden.
Daraufhin begann das Unternehmen die Produkte auf dem Versandweg an die Kunden zu bringen, ehe 1950 der erste eigene Laden eröffnet wurde. Vier Jahre später war das Läckerli Huus erstmals mit einem Stand an der Mustermesse Basel vertreten. In den frühen 1970er-Jahren bezog das Läckerli Huus das heutige Domizil an der Gerbergasse 57/Falknerstrasse 34. Der Ursprung der Gebäude geht bis auf 1291 zurück. Bei einer Renovierung kamen Wandmalereien aus dem 15. und 16. Jahrhundert zum Vorschein. Im Jahr 1988 eröffnete das erste Ladengeschäft ausserhalb der Region Basel in Bern, drei Jahre später eines in Zürich. Heute führt das Läckerli Huus zudem Filialen in Luzern, St. Gallen, Genf, Lausanne sowie am Unternehmenssitz in Frenkendorf.
Miriam Blocher, Tochter von Christoph Blocher, übernahm als ausgebildete Lebensmittelingenieurin und Unternehmerin Anfang 2007 die Dalasta-Unternehmensgruppe, zu der auch das Läckerli Huus gehört.
Somit ist die Firma nach über hundert Jahren weiterhin ein unabhängiges Schweizer Traditionsunternehmen in Privatbesitz.
Der Sitz des Unternehmens befindet sich seit 2014 in Frenkendorf, wo sich die Produktionsstätten, Lager und Büroräumlichkeiten befinden. Die Architektur des Gebäudes in Frenkendorf nimmt die lange Tradition der Biscuitdosen aus Blech auf, ebenso die dafür häufig verwendeten Goldtöne. Die Markenrechte der Cola-Fröschli, die 1938 im Läckerli Huus entwickelt worden waren, wurden 2015 an die Egli Import AG in Effretikon verkauft.

## Produkte (Auswahl)

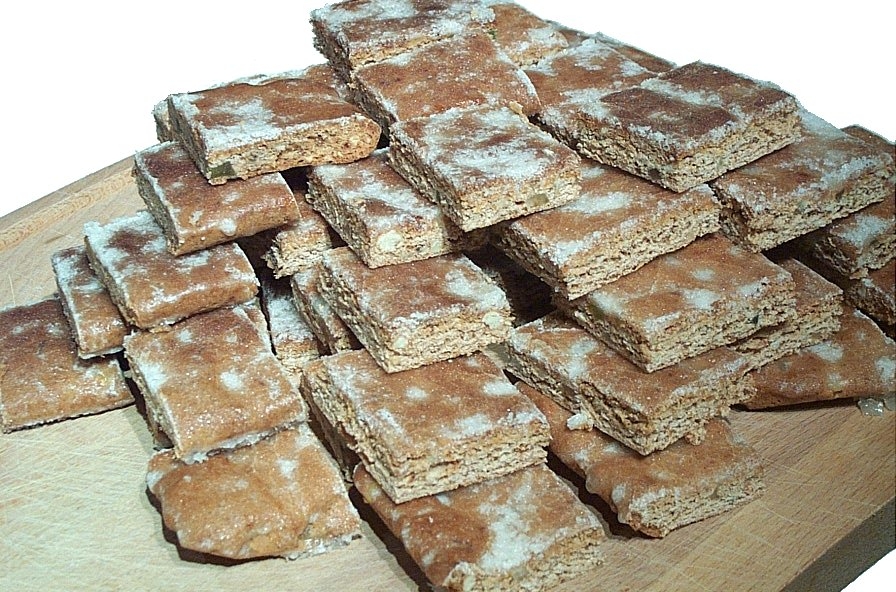
Basler Läckerli

- Basler Läckerli; abgeleitet davon Läckerli-Liqueur, Läckerli au chocolat und Läckerli Piccolo
- Rahmtäfeli, Karamellbonbons
- Chocolat au Basler Läckerli, Schweizer Milchschokolade mit eingearbeiteten Basler Läckerli
- Chocolat au caramel, marmorierte Schweizer Zartbitter- und weisse Schokolade mit eingearbeiteten Basler Rahmtäfeli
- Flûtes de Bâle, verschiedene Waffelrollen mit u. a. Truffes- oder Gianduja-Füllung
- Les pralinés carrés, Les pralinés assortis, Les truffes au läckerli, Les truffes au champagne, Les truffes assorties, die neusten Chocolatiers-Kreationen mit Schweizer Schokolade